# 索隆盖洛
索隆盖洛（義大利語：Solonghello），是意大利亚历山德里亚省的一个市镇。总面积4.92平方公里，人口239人，人口密度48.6人/平方公里（2009年）。ISTAT代码为006164。